# Stenalia jakli
Stenalia jakli es una especie de coleóptero de la familia Mordellidae.

## Distribución geográfica
Habita en Indonesia.